# John Leonard (Eishockeyspieler)
John „Johnny“ Leonard (* 7. August 1998 in Amherst, Massachusetts) ist ein US-amerikanischer Eishockeyspieler, der seit Juli 2024 bei den Charlotte Checkers aus der American Hockey League (AHL) unter Vertrag steht und dort auf der Position des linken Flügelstürmers spielt. Zuvor war Leonard unter anderem für die San Jose Sharks, Nashville Predators und Arizona Coyotes in der National Hockey League (NHL) aktiv. Sein jüngerer Bruder Ryan Leonard ist ebenfalls professioneller Eishockeyspieler.

## Karriere
Leonard zog es nach seiner Zeit an der Cathedral High School in Springfield im US-Bundesstaat Massachusetts zur Saison 2015/16 in die United States Hockey League (USHL). Die Gamblers hatten den linken Flügelstürmer zuvor im USHL Futures Draft 2014 in der vierten Runde an 54. Stelle ausgewählt. Für das Franchise aus dem Bundesstaat Wisconsin absolvierte Leonard im Verlauf von zwei Spielzeiten insgesamt 110 Spiele, in denen er insgesamt 43 Scorerpunkte sammelte. Im Sommer 2017 wechselte er an die University of Massachusetts Amherst in seiner Geburtsstadt Amherst. Neben seinem Studium gehörte der Offensivspieler in den folgenden drei Jahren dem Eishockeyprogramm der UMass Minutemen an, mit denen er in der Hockey East, einer Division im Spielbetrieb der National Collegiate Athletic Association (NCAA), auflief. Während dieses Zeitraums erhielt Leonard in der Hockey East und der NCAA mehrere individuelle Auszeichnungen. Unter anderem war er in der Saison 2019/20 mit 27 Treffern der beste Torschütze des gesamten NCAA-Spielbetriebs und schließlich auch einer der zehn Finalisten für die Wahl des Hobey Baker Memorial Awards.
Nachdem Leonard bereits im NHL Entry Draft 2018 in der sechsten Runde an 182. Position von den San Jose Sharks aus der National Hockey League (NHL) ausgewählt worden war, schaffte der 22-Jährige nach dem Unterzeichnen eines Einstiegsvertrags im März 2020 zur Saison 2020/21 den Sprung in den NHL-Kader der Sharks. In der aufgrund der COVID-19-Pandemie verkürzten Spielzeit absolvierte der US-Amerikaner insgesamt 44 der 56 Spiele. Zudem kam er zweimal im Farmteam San Jose Barracuda in der American Hockey League (AHL) zum Einsatz. Nachdem der Stürmer die folgende Spielzeit größtenteils in der AHL verbracht hatte, wurde er im Juli 2022 gemeinsam mit einem Drittrunden-Wahlrecht im NHL Entry Draft 2023 an die Nashville Predators abgegeben, die dafür Luke Kunin an San Jose abgaben. Dort spielte er ein Jahr, ehe er sich im Juli 2023 als Free Agent – ebenfalls für ein Jahr – den Arizona Coyotes anschloss. Nachdem Leonard in den beiden zurückliegenden Jahren bereits hauptsächlich in der AHL für die Farmteams der Organisationen gespielt hatte, schloss er sich im Juli 2024 den Charlotte Checkers aus derselben Liga an.

### International
Für sein Heimatland nahm Leonard im Juniorenbereich am Ivan Hlinka Memorial Tournament 2015 teil. Dabei erreichte er mit dem US-amerikanischen Team den fünften Gesamtrang, wozu er in vier Turnierspielen ein Tor und einen Assist beisteuerte.

## Erfolge und Auszeichnungen
| - 2019 Hockey East Second All-Star Team - 2020 NCAA East First All-American Team - 2020 Hockey East First All-Star Team | - 2025 Teilnahme am AHL All-Star Classic - 2025 AHL Second All-Star Team |

## Karrierestatistik
Stand: Ende der Saison 2023/24

### International
Vertrat die USA bei:
- Ivan Hlinka Memorial Tournament 2015

(Legende zur Spielerstatistik: Sp oder GP = absolvierte Spiele; T oder G = erzielte Tore; V oder A = erzielte Assists; Pkt oder Pts = erzielte Scorerpunkte; SM oder PIM = erhaltene Strafminuten; +/− = Plus/Minus-Bilanz; PP = erzielte Überzahltore; SH = erzielte Unterzahltore; GW = erzielte Siegtore; 1 Play-downs/Relegation; Kursiv: Statistik nicht vollständig)